# Гарні (село)
Гарні (вірм. Գառնի) — село в марзі Котайк, у центрі Вірменії. Було знищене руйнівним землетрусом в 1679 році і перебудоване в 1828–1829 роках. Населення займається тваринництвом, садівництвом, виноградництвом, овочівництвом та бджільництвом.